# Mijhiria (Crimea)
Mijhiria (en (ucraïnès): Міжгір'я, en rus: Межгорье, Mejgórie) és un poble de la República Autònoma de Crimea a Ucraïna, que el 2014 tenia 327 habitants. Pertany al districte de Bilogorsk.